# Celatus
Celatus war ein antiker römischer Toreut beziehungsweise Metallbildner, der im 2. oder 3. Jahrhundert in Britannien tätig war.
Celatus ist heute nur noch durch die Signatur auf einer Bronzestatuette bekannt, die einen nackten Mars mit Helm zeigt. Sie wurde 1774 in Foss Dyke in Lincolnshire gefunden und gehört heute der Sammlung des British Museum in London. Weitere Informationen sind an der zugehörigen Basis inschriftlich erhalten. Die beiden Stifter Bruccius und Caratius stifteten die Statuette dem Gott Mars. Zudem wurde der Wert der eingebrachten Stiftung – 100 Sesterze – genannt. Daneben sind der Materialwert von drei Denaren pro Pfund sowie mit Celatus der Hersteller genannt. Da das Gewicht 1645 g beträgt und somit etwa fünf römische Pfund (libra) umfasst, betrugen die Materialkosten etwa 15 Denare, was 60 Sesterzen entsprach. Somit war der Gewinn von Celatus bei der Statuette gerade einmal 40 Sesterze. Von seinem Gewinn investierte Celatus selbst noch einmal Bronze im Wert von drei Denaren in die Stiftung. Da die Arbeit alles in allem eher provinziell wirkt und auch bei den Proportionen der Figur Probleme aufweist, wird davon ausgegangen, dass Celatus ein einheimischer britannischer Kunsthandwerker war.

## Einzelbelege
1. ↑  Inventarnummer OA.248

| Personendaten    | Personendaten                                      |
| ---------------- | -------------------------------------------------- |
| NAME             | Celatus                                            |
| KURZBESCHREIBUNG | antiker römischer Toreut beziehungsweise Bildhauer |
| GEBURTSDATUM     | zwischen 1. Jahrhundert und 3. Jahrhundert         |
| STERBEDATUM      | zwischen 2. Jahrhundert und 4. Jahrhundert         |